# Пам'ятки історії Голованівського району
У Голованівському районі Кіровоградської області на обліку перебуває 65 пам'яток історії.
| № пп | Охорон. номер   | Найменування пам'ятки                                                                                       | Місцезнаходження пам'ятки                                 | Епоха                  | Значення | Рішення              |
| ---- | --------------- | --- | --------------------------------------------------------- | ---------------------- | -------- | -------------------- |
| 1    | 158             | Братська могила радянських воїнів. Поховано 320 воїнів                                                      | смт Голованівськ, кладовище                               | 1944 р.                | місцева  | № 404 від 17.09.1969 |
| 2    | 159             | Братська могила радянських воїнів. Поховано 280 воїнів                                                      | смт Голованівськ, ріг вул. Соборної і Поштової            | 1944 р.                | місцева  | № 404 від 17.09.1969 |
| 3    | 2220            | Братська могила мирних жителів — жертв фашизму. Поховано 32 воїни                                           | смт Голованівськ, старе польське кладовище                | 1941—1944 рр.          | місцева  | № 65 від 21.02.1989  |
| 4    | 160             | Пам'ятник воїнам-односельчанам                                                                              | смт Голованівськ, центр                                   | 1941—1945 рр.          | місцева  | № 404 від 17.09.1969 |
| 5    | 983             | Пам'ятний знак на честь 30-річчя визволення селища від фашистських загарбників                              | смт Голованівськ, центр                                   | 1944—1974 рр.          | місцева  | № 301 від 25.06.1982 |
| 6    | 984             | Пам'ятний знак на честь 40-річчя створення підпільної комсомольської організації «Спартак»                  | смт Голованівськ, вул. Соборна                            | 1941—1943 рр.          | місцева  | № 301 від 25.06.1982 |
| 7    | 161             | Пам'ятний знак на честь партизан з'єднання М. І. Наумова                                                    | смт Голованівськ, залізнична станція                      | 1943 р.                | місцева  | № 404 від 17.09.1969 |
| 8    | 221             | Пам'ятник Шевченку Т. Г. — українському поету                                                               | смт Голованівськ, центр                                   | 1814—1861 рр.          | місцева  | № 65 від 21.02.1989  |
| 9    | 1249            | Місце розстрілу військовополонених                                                                          | смт Голованівськ, околиця                                 | 1843 р.                | місцева  | № 149 від 10.05.1988 |
| 10   | 163             | Братська могила радянських воїнів. Поховано 60 воїнів                                                       | с. Вербове, Голованівська с/р, біля СШ                    | 1944 р.                | місцева  | № 404 від 17.09.1969 |
| 11   | 1251            | Пам'ятник воїнам-землякам                                                                                   | с. Вербове, Голованівськ с/р, біля магазину               | 1941 −1945 рр.         | місцева  | № 149 від 10.05.1988 |
| 12   | 164 164/1 164/2 | Братська могила радянських воїнів та пам'ятний знак воїнам-землякам. Поховано 44 воїни                      | с. Грузьке, Грузька с/р, біля Будинку культури            | 1944 р.                | місцева  | № 404 від 17.09.1969 |
| 13   | 2251            | Могила Поліщука К. П. — борця за встановлення радянської влади                                              | с. Грузьке, Грузька с/р                                   | 1895—1922 рр.          | місцева  | № 104 від 15.04.1991 |
| 14   | 165             | Братська могила радянських воїнів. Поховано 7 воїнів.                                                       | с. Давидівка, Перегонівська с/р                           | 1944 р.                | місцева  | № 404 від 17.09.1969 |
| 15   | 166             | Братська могила радянських воїнів. Поховано 250 воїнів                                                      | с. Ємилівка, Ємилівська с/р, сквер                        | 1944 р.                | місцева  | № 404 від 17.09.1969 |
| 16   | 167             | Пам'ятний знак воїнам-односельчанам                                                                         | с. Ємилівка, Ємилівська с/р                               | 1941—1945 рр.          | місцева  | № 404 від 17.09.1969 |
| 17   | 168             | Пам'ятник воїнам-односельчанам                                                                              | с. Журавлинка, Журавлинська с/р, сквер                    | 1941—1945 рр.          | місцева  | № 404 від 17.09.1969 |
| 18   | 169             | Братська могила радянських воїнів. Поховано 130 воїнів                                                      | с. Журавлинка, Журавлинська с/р, біля клубу               | 1944 р.                | місцева  | № 404 від 17.09.1969 |
| 19   | 170             | Пам'ятний знак воїнам-односельчанам                                                                         | с. Капітанка, Капітанська с/р                             | 1941—1945 рр.          | місцева  | № 404 від 17.09.1969 |
| 20   | 171             | Братська могила радянських воїнів. Поховано 84 воїни                                                        | с. Капітанка, Капітанська с/р, центр                      | 1944 р.                | місцева  | № 404 від 17.09.1969 |
| 21   | 172             | Братська могила радянських воїнів. Поховано 56 воїнів                                                       | с. Клинове, Клинівська с/р, біля Будинку культури         | 1944 р.                | місцева  | № 404 від 17.09.1969 |
| 22   | 173             | Пам'ятний знак воїнам-односельчанам                                                                         | с. Клинове, Клинівська с/р, біля кладовища                | 1941—1945 рр.          | місцева  | № 404 від 17.09.1969 |
| 23   | 174             | Пам'ятний знак воїнам-односельчанам                                                                         | с. Ковалівка, Клинівська с/р, біля магазину               | 1941—1945 рр.          | місцева  | № 404 від 17.09.1969 |
| 24   | 175             | Братська могила радянських воїнів. Поховано 41 воїна                                                        | с. Красногірка, Красногірська с/р, біля Будинку культури  | 1944 р.                | місцева  | № 404 від 17.09.1969 |
| 25   | 1253            | Могила Г. В. Міклея — Героя Радянського Союзу                                                               | с. Красногірка, Красногірська с/р, кладовище              | 1941 р.                | місцева  | № 149 від 10.05.1988 |
| 26   | 987             | Пам'ятний знак на честь комсомольців-підпільників                                                           | с. Красногірка, Красногірська с/р, при в'їзді             | 1943 р.                | місцева  | № 301 від 25.06.1982 |
| 27   | 176             | Братська могила радянських воїнів. Поховано 86 воїнів                                                       | с. Краснопілля, Межирічківська с/р, біля школи            | 1944 р.                | місцева  | № 404 від 17.09.1969 |
| 28   | 177             | Пам'ятний знак воїнам-землякам                                                                              | с. Краснопілля, Межирічківська с/р, біля Будинку культури | 1941—1945 рр.          | місцева  | № 404 від 17.09.1969 |
| 29   | 178             | Братська могила радянських воїнів. Поховано 63 воїни                                                        | с. Крутеньке, Крутеньківська с/р                          | 1944 р.                | місцева  | № 404 від 17.09.1969 |
| 30   | 179             | Пам'ятний знак воїнам-землякам                                                                              | с. Крутеньке, Крутеньківська с/р, біля адмін. будинку     | 1941—1945 рр.          | місцева  | № 404 від 17.09.1969 |
| 31   | 180             | Братська могила радянських воїнів. Поховано 63 воїни                                                        | с. Лебединка, Лебединська с/р, сквер                      | 1944 р.                | місцева  | № 404 від 17.09.1969 |
| 32   | 2392            | Пам'ятний знак воїнам-землякам                                                                              | с. Лебединка, Лебединська с/р, біля буд. культури         | 1941—1945 рр.          | місцева  | № 303 від 13.12.1993 |
| 33   | 181 181/1 181/2 | Братська могила радянських воїнів та пам'ятний знак воїнам-односельчанам. Поховано 44 воїни                 | с. Липовеньке, Липовеньківська с/р, біля адмін. будинку   | 1944 р., 1941—1945 рр. | місцева  | № 404 від 17.09.1969 |
| 34   | 182 182/1 182/2 | Братська могила радянських воїнів та пам'ятний знак воїнам-односельчанам. Поховано 89 воїнів                | с. Люшнювате, Люшнюватська с/р                            | 1944 р. 1941—1945 рр.  | місцева  | № 404 від 17.09.1969 |
| 35   | 183             | Братська могила радянських воїнів. Поховано 77 воїнів                                                       | с. Межирічка, Межирічківська с/р, сквер                   | 1944 р.                | місцева  | № 404 від 17.09.1969 |
| 36   | 184             | Пам'ятник воїнам-землякам                                                                                   | с. Межирічка, Межирічківська с/р, біля адмін. будинку     | 1941—1945 рр.          | місцева  | № 404 від 17.09.1969 |
| 37   | 186             | Братська могила радянських воїнів. Поховано 42 воїни                                                        | с. Молдова, Молдовська с/р, сквер                         | 1944 р.                | місцева  | № 404 від 17.09.1969 |
| 38   | 187             | Пам'ятник воїнам-землякам                                                                                   | с. Молдова, Молдовська с/р, парк                          | 1941—1945 рр.          | місцева  | № 404 від 17.09.1969 |
| 39   | 188             | Братська могила радянських воїнів. Поховано 86 воїнів                                                       | с. Наливайка, Наливайківська с/р, при в'їзді              | 1944 р.                | місцева  | № 404 від 17.09.1969 |
| 40   | 189             | Пам'ятник воїнам-землякам                                                                                   | с. Наливайка, Наливайківська с/р, центр                   | 1941—1945 рр.          | місцева  | № 404 від 17.09.1969 |
| 41   | 1254            | Пам'ятник Трудової слави — трактор «Універсал»                                                              | с. Наливайка, Наливайківська с/р, тракторна бригада       | 1930 р.                | місцева  | № 149 від 10.05.1988 |
| 42   | 190             | Братська могила радянських воїнів. Поховано 106 воїнів                                                      | с. Новосілка, Розкішненська с/р, сквер                    | 1944 р.                | місцева  | № 404 від 17.09.1969 |
| 43   | 1255            | Пам'ятник Трудової слави — трактор «Універсал»                                                              | с. Новосілка, Розкішненська с/р, тракторна бригада        | 1930 р.                | місцева  | № 149 від 10.05.1988 |
| 44   | 191             | Братська могила радянських воїнів. Поховано 25 воїнів                                                       | с. Олександрівка, Шепилівська с/р, біля Будинку культури  | 1941 р.                | місцева  | № 404 від 17.09.1969 |
| 45   | 192             | Пам'ятний знак воїнам-односельчанам                                                                         | с. Олександрівка, Шепилівська с/р, біля Будинку культури  | 1941—1945 рр.          | місцева  | № 404 від 17.09.1969 |
| 46   | 1104            | Пам'ятник Ватутіну М. Ф.                                                                                    | с. Олександрівка, Шепилівська с/р, біля Будинку культури  | 1901—1944 рр.          | місцева  | № 281 від 16.09.1982 |
| 47   | 193             | Братська могила радянських воїнів. Поховано 105 воїнів                                                      | с. Перегонівка, Перегонівська с/р, біля цукрового заводу  | 1944 р.                | місцева  | № 404 від 17.09.1969 |
| 48   | 194             | Братська могила радянських воїнів. Поховано 155 воїнів                                                      | с. Перегонівка, Перегонівська с/р, біля Будинку культури  | 1944 р.                | місцева  | № 404 від 17.09.1969 |
| 49   | 195             | Пам'ятник воїнам-землякам                                                                                   | с. Перегонівка, Перегонівська с/р, біля Будинку культури  | 1941—1945 рр.          | місцева  | № 404 від 17.09.1969 |
| 50   | 197 197/1 197/2 | Меморіальний комплекс. Пам'ятник невідомому радянському воїну. Пам'ятний знак на честь 30-річчя Перемоги    | смт Побузьке, біля СШ                                     | 1941—1945 рр.          | місцева  | № 404 від 17.09.1969 |
| 51   | 1105            | Пам'ятний знак юним героям, що загинули у Великій Вітчизняній війні                                         | смт Побузьке, біля СШ                                     | 1941—1945 рр.          | місцева  | № 281 від 16.05.1985 |
| 52   | 199             | Братська могила радянських воїнів. Поховано 132 воїни                                                       | с. Полонисте, Перегонівська с/р, центр                    | 1944 р.                | місцева  | № 404 від 17.09.1969 |
| 53   | 935             | Пам'ятник воїнам-землякам                                                                                   | с. Полонисте, Перегонівська с/р, центр                    | 1941—1945 рр.          | місцева  | № 300 від 25.06.1982 |
| 54   | 200 200/1 200/2 | Братська могила радянських воїнів та пам'ятний знак воїнам-землякам. Поховано 20 воїнів                     | с. Пушкове, Пушківська с/р, центр                         | 1944 р.                | місцева  | № 404 від 17.09.1969 |
| 55   | 201             | Братська могила радянських воїнів. Поховано 63 воїни                                                        | с. Роздол, Роздільська с/р                                | 1944 р.                | місцева  | № 404 від 17.09.1969 |
| 56   | 202             | Братська могила радянських воїнів. Поховано 41 воїна                                                        | с. Роздол, Роздільська с/р. центр                         | 1944 р.                | місцева  | № 404 від 17.09.1969 |
| 57   | 203             | Пам'ятник воїнам-землякам                                                                                   | с. Розкішне, Розкішненська с/р, біля адмін. будинку       | 1941—1945 рр.          | місцева  | № 404 від 17.09.1969 |
| 58   | 204             | Братська могила радянських воїнів. Поховано 53 воїни                                                        | с. Свірневе, Свірнівська с/р, біля адмін. будинку         | 1944 р.                | місцева  | № 404 від 17.09.1969 |
| 59   | 205             | Пам'ятник воїнам-землякам                                                                                   | с. Свірневе, Свірнівська с/р, біля СШ                     | 1941—1945 рр.          | місцева  | № 404 від 17.09.1969 |
| 60   | 206             | Братська могила радянських воїнів. Поховано 48 воїнів                                                       | с. Семидуби, Семидубська с/р, біля школи                  | 1944 р.                | місцева  | № 404 від 17.09.1969 |
| 61   | 207             | Пам'ятник воїнам-землякам                                                                                   | с. Семидуби, Семидубська с/р, центр                       | 1941—1945 рр.          | місцева  | № 404 від 17.09.1969 |
| 62   | 208             | Братська могила радянських воїнів. Поховано 61 воїна                                                        | с. Троянка, Троянська с/р, біля адмін. будинку            | 1944 р.                | місцева  | № 404 від 17.09.1969 |
| 63   | 209 209/1 209/2 | Братська могила борців за встановлення радянської влади та пам'ятний знак воїнам-землякам. Поховано 3 воїни | с. Троянка, Троянська с/р, біля адмін. будинку            | 1919 р., 1941—1945 рр. | місцева  | № 404 від 17.09.1969 |
| 64   | 210             | Братська могила радянських воїнів. Поховано 44 воїни                                                        | с. Шепилове, Шепилівська с/р, сквер                       | 1944 р.                | місцева  | № 404 від 17.09.1969 |
| 65   | 211             | Пам'ятник воїнам-землякам                                                                                   | с. Шепилове, Шепилівська с/р, біля Будинку культури       | 1941—1945 рр.          | місцева  | № 404 від 17.09.1969 |
|      |                 | |                                                           |                        |          |                      |